# Shipbourne
Shipbourne (pronuncia-se Shibbun) é uma aldeia situada no condado de Kent, Inglaterra, num vale aos pés do Sevenoaks Greensand Ridge, entrecortado pelos afluentes do rio Bourne.

## Características
Localizada entre as cidades de Sevenoaks e Tonbridge, no borough de Tonbridge e Malling, possui uma paisagem predominantemente rural, com grupos dispersos de residências, quase todos residenciais ou pertencentes a fazendas.
A paisagem é dominada por vegetação cerrada, particularmente arbustos de folhas largas, com campos pequenos e médioa circundados por sebes tradicionais ou cercas. A remoção de algumas cercas-vivas antigas deram origem a alguns campos aráveis maiores, frequentemente separados por pequenos cinturões de bosques. A característica mais importante da paisagem é a área conhecida como The Common (também conhecido como The Green), um grande campo aberto no centro da aldeia.
Ao sul da aldeia, de cada lado da estrada A227, está localizado o Hoad Common. Antes da II Guerra Mundial, era um campo aberto com algumas árvores esparsas, o qual recebia muitos visitantes. Hoje em dia, contudo, está abandonado e rapidamente convertendo-se num matagal.
A paróquia está situada no Metropolitan Green Belt e é uma área designada como Special Landscape Area. A aldeia central, incluindo um pub, a igreja, a escola local e The Common, está dentro de uma área de preservação ambiental. Boa parte da aldeia jaz no interior da Kent Downs Area of Outstanding Natural Beauty.